# Frontiphantes
Frontiphantes is een geslacht van spinnen uit de familie hangmatspinnen (Linyphiidae).

## Soorten
De volgende soorten zijn bij het geslacht ingedeeld:
- Frontiphantes fulgurenotatus (Schenkel, 1938)